# Oskar Wehr (Politiker)
Oskar Wehr (* 17. Februar 1837 in Kensau; † 27. September 1901 ebenda) war Rittergutsbesitzer und Abgeordneter.

## Leben
Wehr studierte in Bonn und wurde 1858 Mitglied des Corps Guestphalia Bonn. Er schlug die Militärlaufbahn ein, wo er als Lieutenant ausschied. Er widmete sich der Landwirtschaft auf seinem Rittergut Kensau bei Tuchel mit Festnitz und Sicinni im Kreis Konitz. Zwischen 1867 und 1888 war er mit vier Jahren Unterbrechung Mitglied des Preußischen Abgeordnetenhauses. Für die Nationalliberale Partei vertrat er 1874–1878 den Wahlkreis Bromberg 3 (Bromberg) im Reichstag (Deutsches Kaiserreich). 1873 wurde er kommissarisch, im Juli 1874 endgültig zum Landrat des Kreises Konitz ernannt. 1879 wurde er abgelöst.